# Båtsfjord
Båtsfjord (en sami septentrional: Báhcavuotna) és un municipi situat al comtat de Finnmark, Noruega. El centre administratiu del municipi és el poble homònim, que és l'únic assentament del municipi. L'aeroport de Båtsfjord és un nou i modern aeroport, situat als afores del poble de Båtsfjord. El ferri exprés costaner Hurtigruten també parades al llogaret de Båtsfjord regularment. Té una població de 2,207 habitants i té una superfície de 1,433.26 km².
Històricament, hi va haver altres pobles del municipi, però han estat abandonats als últims anys. Alguns d'aquests pobles inclouen Hamningberg (abandonat el 1964), Makkaur (abandonat a la dècada del 1950), Sandfjord/Ytre Syltefjord (abandonat el 1946), Hamna (abandonada al voltant del 1950), i Nordfjord (abandonat el 1989).

## Informació general

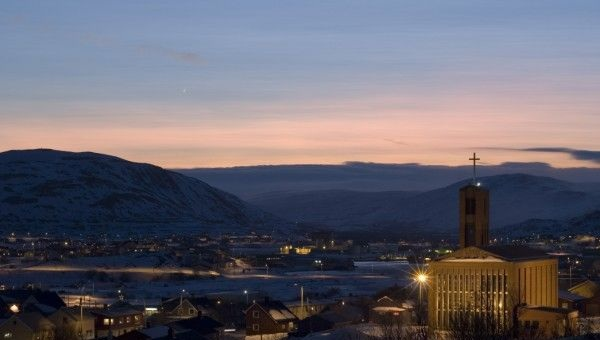
Vila de Båtsfjord

El municipi de Vardø es va establir l'1 de gener de 1838, que abasta la part nord-est de la península de Varanger. El 1839, per complir amb la llei, les zones rurals del municipi, als afores de l'illa/ciutat de Vardø, es van separar per formar el nou municipi de Vardø landdistrikt. Inicialment, Vardø landdistrikt tenia 245 habitants. El nou municipi era massa petit per ser un municipi oficial autònom, i no va ser fins al 22 de maig de 1868, quan es va aprovar una resolució real i que oficialment es va declarar un municipi autònom. L'1 de gener de 1874, una petita part de Vardø landdistrikt (població: 48) va ser traslladada a la ciutat de Vardø. L'1 de gener de 1955, el nom va ser canviat a Båtsfjord, el nom del principal assentament i actualment l'únic habitat. L'1 de gener de 1964, un quart de Båtsfjord (població: 621) va ser traslladat al veí municipi de Vardø.

### Nom
El nom va ser originalment Vardø landdistrikt que significa "el districte rural de Vardø", ja que envoltava la ciutat de Vardo. L'1 de gener de 1955, el nom va ser canviat a Båtsfjord, ja que Båtsfjord és el principal nucli de població del municipi. La forma en nòrdic antic del nom és Botnsfjǫrðr. El primer element és el cas genitiu de Botn que significa "la part més interna d'un fiord" i la segona part és l'ortografia nòrdic antic per "fiord". El poble està situat a la part més interna d'un fiord, així que el nom té un significat molt senzill.

### Escut d'armes
L'escut d'armes és modern. Se'ls hi va concedir el 19 d'abril de 1985. Els braços mostren un ham de plata sobre un fons blau. Va ser triat com a símbol de la gran importància econòmica de la pesca i el processament de peix al municipi. La forma de ganxo deriva d'antics ganxos d'edat de pedra que es troben al municipi.

### Esglésies
L'Església de Noruega té una parròquia (sokn) dins del municipi de Båtsfjord. És part del deganat de Varanger a la Diòcesi de Nord-Hålogaland.
| Parròquia (sokn) | Nom                    | Localització | Any de construcció |
| ---------------- | ---------------------- | ------------ | ------------------ |
| Båtsfjord        | Església de Båtsfjord  | Båtsfjord    | 1971               |
| Båtsfjord        | Capella de Hamningberg | Hamningberg  | 1949               |
| Båtsfjord        | Capella de Syltefjord  | Nordfjord    | 1934               |

## Geografia

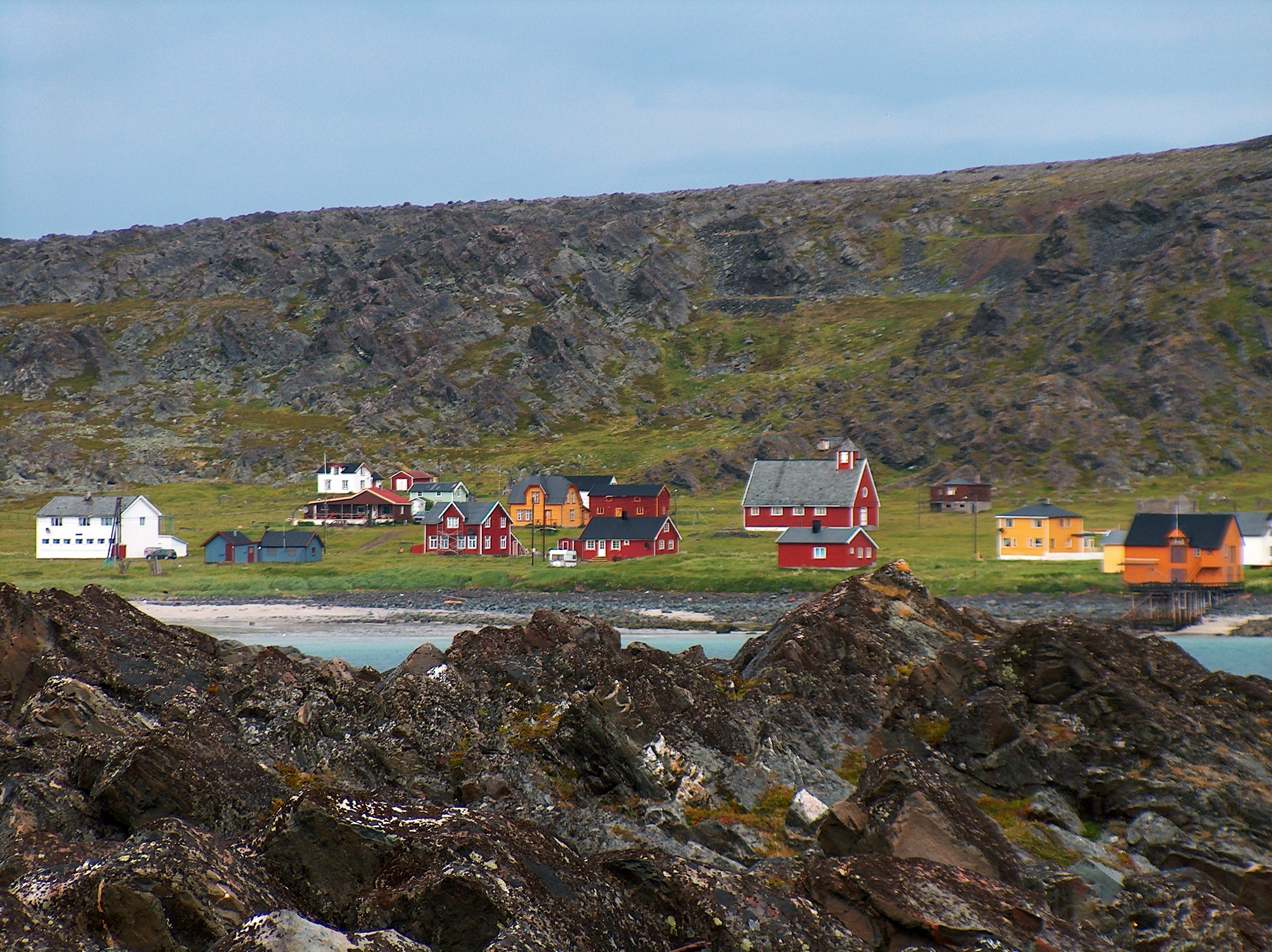
Hamningberg, una vila de pescadors abandonada

El municipi està situat a la costa nord-est de la península de Varanger. El rocós, àrid paisatge no té arbres nadius a causa del clima. El Parc Nacional de Varangerhalvøya es troba a la part sud del municipi. El far de Makkaur es troba al llarg de la costa, prop de la desembocadura del Båtsfjorden, al nord-est del llogaret de Båtsfjord.
Anteriorment, hi havia diversos pobles al llarg d'aquesta costa àrida, però avui tothom viu en al llogaret de Båtsfjord, amb un port protegit al final de l'entrada Båtsfjorden. El més interessant dels pobles de pescadors ara abandonats - és Hamningberg a la costa exterior. Té moltes cases de fusta del segle xix ben conservades, un exemple únic de l'arquitectura antiga en un comtat tan devastat per la Segona Guerra Mundial. Ara, només s'utilitza per a les estades de vacances d'estiu.

### Avifauna
El municipi té una superfície de 1.433 quilòmetres quadrats, incloent la muntanya més alta de Finnmark; el mont Ordofjell, de 400 metres sobre el nivell del mar. Amb el mar de Barents colpejant la costa rocosa, Båtsfjord està a mercè dels elements, però és un gran lloc per visitar amb la colònia de mascarells més septentrional que es troben a la pila en Syltefjordstauran, al llarg del Syltefjorden, al nord de l'ara poble abandonat de Nordfjord. Les dues parelles que van ser descoberts el 1961 han crescut a més de 300 parelles. El mascarell comú és una de les moltes espècies que es poden veure.